# Papagájalka
A papagájalka (Aethia psittacula) a madarak osztályának lilealakúak (Charadriiformes) rendjébe és az alkafélék (Alcidae) családjába tartozó faj.

## Rendszerezése
A fajt Peter Simon Pallas német zoológus írta le 1769-ben, az Alca nembe Alca psittacula néven. Sorolták a Cyclorrhynchus nembe Cyclorrhynchus psittacula néven is.

## Előfordulása
A Csendes-óceán északi részén, az Amerikai Egyesült Államok nyugati, Oroszország keleti partvidékén és Japán területén honos. Mexikói jelenléte bizonytalan. Természetes élőhelyei a sziklás szigetek, tengerpartok és a nyílt óceán. Nem vonuló, de kóborló faj.

## Megjelenése
Testhossza 25 centiméter.
|  |

## Életmódja
Főleg rákokkal táplálkozik, melyeket lemerülve szerez meg.

## Szaporodása
Telepesen fészkel. Sziklák közé, repedésekbe, vagy üregekbe készíti fészkét.

## Természetvédelmi helyzete
Az elterjedési területe rendkívül nagy, egyedszáma ugyan csökken, de még nem éri el a kritikus szintet. A Természetvédelmi Világszövetség Vörös listáján nem fenyegetett fajként szerepel.